# Postsense
«Postsense» — український альтернативний музичний проєкт. Виник у місті Біла Церква. Гастролювати почав наприкінці 2008 року.

## Стиль
Музиканти експериментують з різними сучасними музичними напрямками - альтернативний рок, пост-рок, додають до своєї музики етнічні елементи - фолк-панк, етно-рок, та базують все це на рокових та часом досить важких гітарних конструкціях.

## Дискографія
У 2010 році Postsense видає сингл «L.y.n.ch» до майбутнього дебютного альбому «Пити по краплі».
У 2011 році проєкт випускає дебютний альбом «Пити по краплі». Платівка вийшла досить насичена. Крім важкого гітарного драйву, можна почути м'який тембр флюгельгорну, металофон, різноманітну перкусію тощо.
На початку 2012 виходить сингл «За вікном».
В липні 2012 проєкт випускає варіацію на українську народну пісню «Що ж то, мамо, за дерево», що увійшла до Всеукраїнської музичної збірки «Млин 2012».
У 2014 році виходить спільний сингл Postsense та гурту DomRa "Тополя", написаний на слова з однойменного вірша Т.Г.Шевченка до 200-річчя з дня народження поета.
У 2015 році Postsense спільно з джазовою співачкою Лаурою Марті випускають сингли «Existence».
У 2016 році виходить ремікс на пісню "Що ж то, мамо, за дерево" від українського ді-джея та біт-мейкера Тараса Козака.
У 2017 вийшов сингл "Щуряча совість".

## Відеокліпи
У 2013 році гурт випускає дебютний відеокліп на пісню "Що ж то, мамо, за дерево". Режисерка відео - Оксана Казміна. Автор сценарію, продюсер - Євген Павлюковський.

## Події
Слов'янський рок-2 2008 (Київ, фінал). КІМО Rock Fest (Київ). ВСГД – фест 2008 (Хмельницький). Прем’єра 2008 (Херсон, переможці). Рок-дебют 2008 (Херсон, переможці). Фестиваль сучасної лірики 2008 (Скадовськ, почесні гості). Чорний град 2008 (Чернігів, хедлайнери). Beatles fest 2008 (Крим, Чорноморськ). Вольниця  Байк-фест
2008 (Дніпродзержинськ). Крок Вперед 2008 (Рівне, хедлайнери). V!TAM!N fest 2008 (Біла Церква, хедлайнери). Жінки грають 2009 (Одеса, хедлайнери). Volnitca Big Metal Fest 2009 (Дніпродзержинськ). Слов'янський рок-3 2009 (Київ). Бандерштадт 2009 (Луцьк). Мазепа Фест 2009 (Полтава). Червона рута 2009, фінал,(Чернівці, дипломанти). Млиноманія 2010 (хедлайнери). „Старий брум” 2010 (Біла Церква), V!TAM!N fest 2011 (Біла Церква, хедлайнери).та інші.

## Склад гурту
- Євген Павлюковський — гітара, бас-гітара, ефекти, тексти пісень, аранжування
- Олександр Зайцев — тексти пісень, гітара
- Євген Клюшніченко — труба, клавішні, аранжування

З проєктом співпрацювали: Лаура Марті, гурт DomRa, Орест Криса, Тарас Кузик, Нана Шаталова та інші.